# Symydobius nanae
Symydobius nanae är en insektsart som beskrevs av Holman 1996. Symydobius nanae ingår i släktet Symydobius och familjen långrörsbladlöss. Inga underarter finns listade i Catalogue of Life.